# Wiggler (síncrotron)

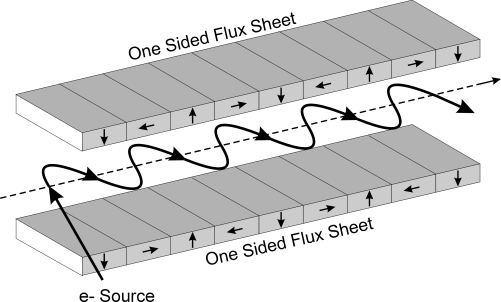
Diagrama esquemático de um componente da matriz de Halbach em um laser de elétrons livres mostrando a orientação dos ímãs

Um wiggler é um dispositivo de inserção usado em síncrotrons. É uma série de ímãs projetado para periodicamente desviar lateralmente ('wiggle' que significa 'mexer', em inglês) um feixe de partículas carregadas (invariavelmente elétrons ou pósitrons) dentro de um anel de armazenamento de um síncrotron. Estas deflexões criam uma mudança de aceleração, que por sua vez produz a emissão de ampla radiação síncrotron tangente à curva, muito parecido com o de um ímã de flexão, mas a intensidade é maior, devido à contribuição de muitos dipolos magnéticos no wiggler. Além disso, como o comprimento de onda (λ) é reduzido isso significa que a frequência (ƒ) aumenta. Este aumento de frequência é diretamente proporcional à energia, por isso, o wiggler cria um comprimento de onda de luz com uma maior energia.
Um wiggler tem um espectro de radiação mais amplo do que um ondulator.
Normalmente os ímãs em um wiggler são organizados em uma matriz de Halbach. O desenho mostrado acima é geralmente conhecido como um wiggler Halbach.

## Wigglers e onduladores
Ambos são dispositivos de inserção amplamente usados em síncrotrons. Estes dispositivos são usados para obter alta intensidade de fluxo ou raios X duros (mais energéticos) durante a passagem do feixe de elétrons.
A diferença está na amplitude das oscilações de órbita dos elétrons e pela abertura angular da radiação emitida.
- wiggler: grande desvio na órbita dos elétrons - não há interferência da radiação dos dipolos individuais - N dipolos aumentam a intensidade N vezes.[3]
- Onduladores: menor desvio na órbita dos elétrons - interferência (construtiva) entre radiação dos dipolos individuais - aumento de intensidade de N x N.[3]

## História
A primeira sugestão de um ímã wiggler para produzir radiação síncrotron foi feita por K. W. Robinson em um relatório não publicado no Acelerador de Elétrons Cambridge  (CEA), na Universidade de Harvard em 1956. A CEA construiu o primeiro wiggler, em 1966, não como uma fonte de radiação síncrotron, mas para dar mais amortecimento do betatron e oscilações síncrotron para criar um sistema de armazenamento do feixe. Um ímã wiggler foi usado pela primeira vez como uma fonte de radiação síncrotron na Fonte Luminosa de Radiação Síncrotron de Stanford (SSRL), em 1979.